# Ratonero Bodeguero Andaluz
Il Ratonero Bodeguero Andaluz è una razza canina di origine spagnola caratterizzata da esemplari di taglia media, del peso non superiore ai 12 kg e dalla colorazione tipica del viso tricolore (bianca, nera e marrone) con la totalità del resto del corpo bianco e piccole macchie nere sottopelo. Possiede un carattere affettuoso e tendenzialmente molto dinamico. È un cane utilizzato nelle cantine (bodega in spagnolo) e nelle ville, per la caccia ai ratti. La colorazione bianca favorisce la visibilità del cane nella penombra delle cantine, discende dai terrier importati dal Regno Unito.

## Galleria d'immagini

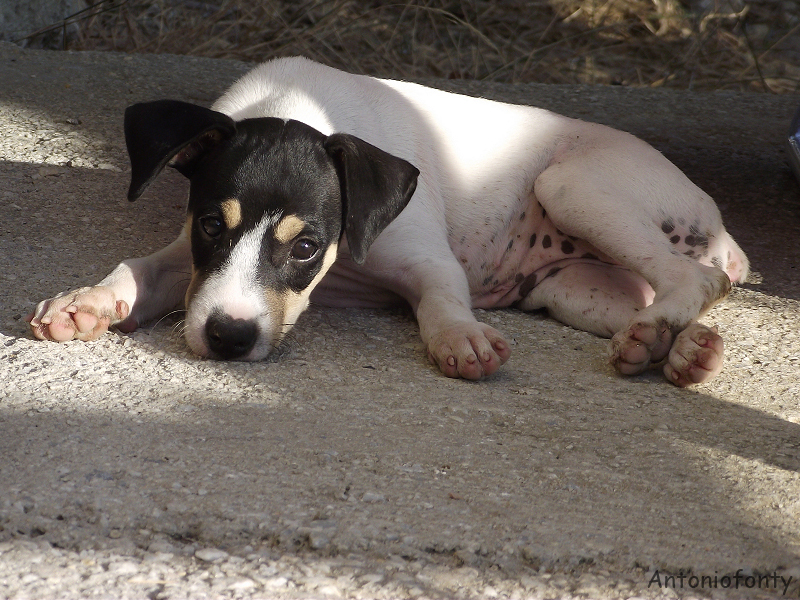
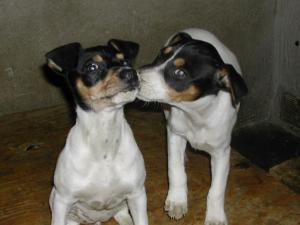